# Країнська бджола
Країнська бджола (Apis mellifera carnica) — підвид бджоли медоносної. Інші назви: Карніка; рос: Краинская пчела. Природним ареалом проживання Країнських бджіл є Словенія, південна Австрія, окремі райони Хорватії, Боснії і Герцеговини, Сербії, Угорщини, Румунії і Болгарії.

## Походження

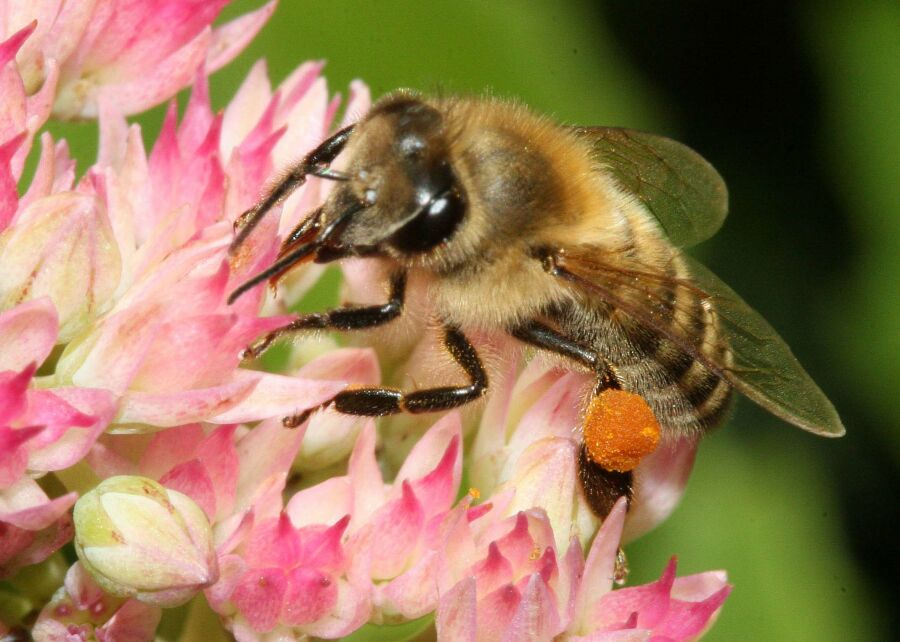
Країнська бджола на квітці Hylotelephium, з пилковим обніжжям

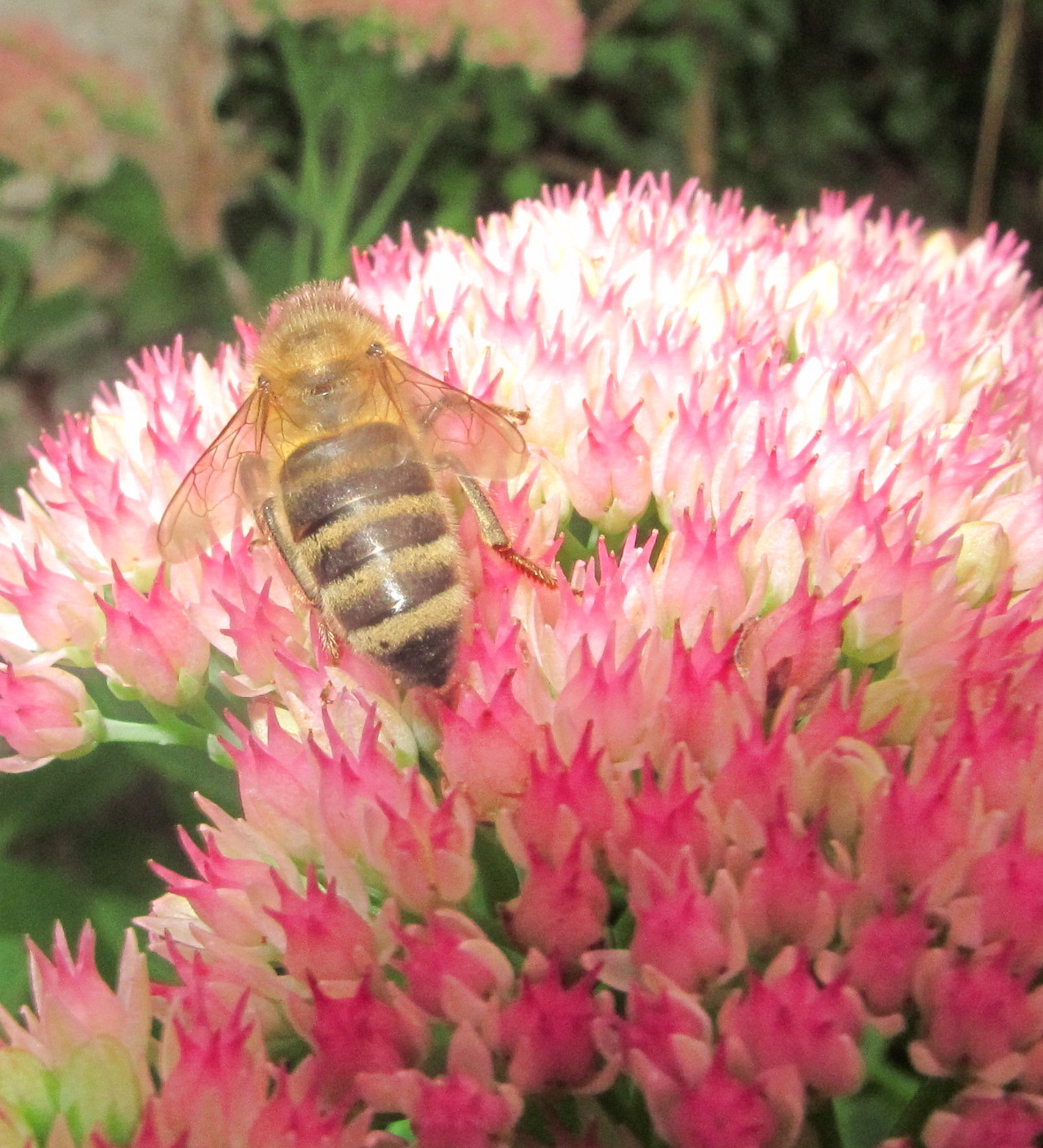
Країнська бджола на квітці Hylotelephium, вигляд зверху

Дана порода бджіл є підвидом бджоли медоносної, яка сформувалася і пристосувалася до Кочев'є підрегіон Крайни (нині частина Словенії). Регіон знаходиться у південній частині австрійських Альп, південній Паннонії і північних Балканах. Від назви регіону «Крайна», і походить назва бджіл. Друга по популярності порода бджіл поміж бджолярів (після італійської бджоли).[джерело?]

## Характеристики
Бджоли даної породи успішно захищають своє гніздо від комах-шкідників, але досить неагресивні по відношенню до пасічників. Ці, та інші риси роблять цих бджіл популярними у пасічників. Ці бджоли особливо вправні в залученню робітниць до збирання нектару. Бджоли здатні швидко нарощувати розплід з появою в природі джерел нектару, так і знижувати кількість розплоду, коли постачання нектару до вулика припиняється. Позаяк нарощування розплоду відбувається тільки в періоди наявності нектару у природу, у гнізді зберігається велика кількість меду та перги. Країнські бджоли стійкі до деяких хвороб і паразитів, які можуть виснажувати вулики інших порід.

## Анатомія та зовнішній вигляд
Ця порода склалася в тій частині європейського континенту, на клімат якої впливають сильні повітряні течії над материком, внаслідок чого тут відносно холодна зима, коротка весна і спекотне літо.
Країнські бджоли великого розміру, приблизно такого ж, як італійські або європейські темні бджоли, але відрізняються за забарвленням, наближаються до сірих гірських кавказьких: на спинних напівкільцях черевця у них є обідки світло-сріблястих волосків, волоски на тілі короткі та густі. Хітиновий покрив темного кольору, але можна помітити світліші кільця, або кільця коричневого кольору і цяточки на їхніх тілах. Також їх називають "сірими бджолами". Маса плідної матки: 205 мг.
Також, країнські бджоли відзначаються довгим хоботком, від 6,4 до 6,8 мм, який добре пристосований для конюшини.
Пропорції першого членика ніжки (тарзальний індекс) відповідають кавказьким бджолам. Тому країнку, як і кавказьких бджіл, слід віднести до групи широколапих бджіл.

## Опис
Відмінною особливістю країнських бджіл є дуже слабке прополісовання гнізд. Відрізняються спокійним миролюбним характером, мало схильні до ужалення, слабкіше інших захищають своє гніздо від злодійства. Негативною якістю цієї породи є сильна рійливість сімей, але легко переходять з ройового в робочий стан. Відбудовують велику кількість ройових стільників.
Темп вирощування розплоду, тобто швидкість зростання сімей, високий. Вирощування розплоду починається відразу ж з настанням першого пилкового взятку і продовжується інтенсивно. Влітку країнські бджоли, внаслідок високої яйценосності  маток (1400-2000 яєць на добу), підтримують розплідне гніздо, якщо є достатні запаси пилку, в іншому випадку темпи вирощування розплоду знижуються. Матка відкладає яйця компактно в нижній частині розплідного гнізда, що позбавляє бджоляра від необхідності часто міняти місцями корпуси у багатокорпусному вулику.
Добре розвиваються навесні і тому ефективно використовують ранні медоноси, швидко переключаються з гіршого джерела медозбору на кращий. Запилюють червону конюшину. Складають мед спочатку в розплідну частину гнізда, а потім в магазинну. Печатка меду «суха», біла. У країнських бджіл найбільше число зачіпок на задньому крилі, що говорить, мабуть, про пристосованість цієї бджоли до польотів у гірській місцевості. Кочові точки знаходяться в Альпах на висоті близько 700 м над рівнем моря, але бджоли літають за взятком до висоти 1500 м. У зв'язку з цим країнські бджоли є хорошими збирачами меду, при чому вони краще за інші породи (за винятком сірих гірських кавказьких) використовують слабкі медозбори.
Країнські бджоли добре зимують невеликими сім'ями, при цьому споживають невелику кількість кормових запасів. У Центральній Європі, де більшість районів відрізняються слабким медозбором і холодними зимами, бджоли цієї породи найпопулярніші серед бджолярів. Тому селекцією країнок займаються багато країн цього регіону. Особливо інтенсивною селекцією займаються в Австрії. Якщо раніше відбір проводився на підвищену рійливість сімей (Крайна і Каринтія здавна славилися як місцевості, які ведуть широку торгівлю бджолами в ящиках (прототип пакетної системи), яких пересилають поштою та залізницею. Відповідно до цього напрямку бджільництва рійливість  вважалася господарсько-корисною ознакою і рійливі сім'ї активно розмножували і розповсюджували); але нині[коли?] рійливість бджолиних сімей вважається негативною ознакою і тому відбір направили на зменшення (ослаблення) у країнських бджіл інстинкту роїння. Основним напрямком селекції нині[коли?] є також інтенсивний весняний розвиток і медопродуктивність родин.
Середня медопродуктивність: 39 кг.

## Характеристика і поведінка
Сильні сторони
- Вважаються добрими і не агресивними
- Можна утримувати в населених пунктах
- Орієнтування на місцевості краще, ніж у італійських бджіл
- Бджоли менше блукають між сусідніми вуликами
- Не схильні грабувати мед, у порівнянні з іншими породами бджіл, наприклад, як італійські бджоли
- Здатні зимувати із меншою кількістю бджіл
- Здатність швидко адаптуватися до змін у навколишньому середовищі
- Краще підходять для районів з тривалою зимою
- Швидкі темпи нарощування розплоду, а потім його зменшення, коли в природі зменшується джерело корму
- Низька схильність до прополісування
- Стійкість до захворювань розплоду
- Пристосовані до регіонів із сильним весняними медоносами і раннім запиленням
- Бджоли вилітають за нектаром із ранку до пізнього вечора, а також у холодну, та вологу погоду

Слабкі сторони
- Дуже схильні до роїння, особливо при переповненому гнізді
- Малопродуктивні під час літньої спеки
- Розмір розплідного гнізда значною мірою залежить від наявності пилку
- Якщо матка непозначена, її важко знайти